# Ibn al-Daya
Àhmad ibn Yússuf ibn Ibrahim conegut com a Ibn ad-Daya fou un historiador tulúnida d'Egipte del segle ix.
Va escriure una biografia d'Àhmad ibn Tulun. Va escriure també algunes biografies més i un comentari científic.